# Квалификације за Светско првенство у фудбалу 1974.
Квалификације за Светско првенство у фудбалу 1974. од 13. јуна 1974 до 7. јула 1974 у Западној Немачкој, одржане су у периоду од новембра 1971. до краја 1973. године. У квалификацијама је учествовало 99 репрезентација, од којих се за првенство квалификује 16 (рачунајући светског првака Бразил и домаћина Немачку, који су се били директно пласирани за првенство и нису играли квалификације):
- Европа — 32 + Западна Немачка
- Јужна Америка — 10 + Бразил
- Северна и Средња Америка — 14
- Азија и Океанија — 18
- Африка 24

Четрнаест слободних места подељена су по зонама:
- Европа 8 - 9
- Јужна Америка 2 - 3
- Северна и Средња Америка — 1
- Азија и Океанија — 1
- Африка 1

За четрнаесто место су играли представници Европске и Јужноамариче зоне две утакмице доигравања за четрнаесто место.
Иако се Венецуела, Јамајка, Мадагаскар, Габон, Индија, Шри Ланка и Филипини нису такмичили, укупно 90 репрезентација је учествовало у квалификацијама, што опет био рекордан број учесника до тада.

## Европа /УЕФА
Од укупно 33 европске екипе, Западна Немачка се као домаћин светског првенства директно пласирала и није играла у квалификацијама, а остале 32 су биле подељене у девет група (5 група по 4 екипе и 4 групе по три екипе), осам првопласираних из група 1-8 су се директно пласирале за завршни турнир, док је победник из групе 9 морао играти са победником групе 3 из Јужне Америке два меча за пласман.

## Јужна Америка /КОНМЕБОЛ
Од укупно десет пријављених екипа, од којих се Бразил директно пласирао као бранилац титуле са Светског првенства у Максику 1970. године. Осталих девет екипа подељене су у три групе по три. Победници прве две се директно пласирају за првенство док је првак треће групе морао играти са победником групе 9 европске зоне два меча за пласман.

## Северна и Средња Америка /КОНКАКАФ
Четрнаест екипа подељене су у 6 група (две групе по 3 екипе и четири групе по две елипе). Шест победника група такмичили су се на финалном турниру који је одржан од 29. новембра до 18. децембра 1973. на Хаитију. Победник тог турнира отишао је на Светско првенство.

## Азија /AFCи Океанија /ОФК
Индија, Шри Ланка и Филипини су одустали прије почетка такмичења. Азијске репрезентације, репрезентације из Океаније и Израел били су подијељени у три групе. У групи 1 било је седам репрезентација, које су биле подељене у групу А и Б. Прве две екипе су у међусобним сусретима одлучиле победника, који се квалификвао за меч против победника групе 2. Све су утакмице игрне у Сеулу у Јужној Кореји.
Све исти се дешавало и у другој групи. На крају су победници група одиграли три утакмице (прве две су завршене нерешено, па је победника одлучила трећа на одиграна на неутралном терену). Победник је отпутовао у Немачку.

## Африка /КАФ
Квалификације у овој зони су се одвијале у три круга и финалмом турниру. У првом кругу 12 парова је играло по две утакмице по двоструком куп систему (две утакмице на испадање). Победници су у другом кругу опет подељени на шет парова и играли на исти начин као у првом. Исто је било у трећем кругу. На крају овог круга три преостале екипе су одиграли завршни турнир и победник се пласирао за Светско првенство.